# 173 v. Chr.
Portal Geschichte | Portal Biografien | Aktuelle Ereignisse | Jahreskalender | Tagesartikel

◄ |
3. Jahrhundert v. Chr. |
2. Jahrhundert v. Chr. |
1. Jahrhundert v. Chr. |
►

◄ | 190er v. Chr. | 180er v. Chr. | 170er v. Chr. | 160er v. Chr. |
150er v. Chr. |
►

◄◄ | ◄ | 176 v. Chr. | 175 v. Chr. | 174 v. Chr. | 173 v. Chr. |
172 v. Chr. |
171 v. Chr. |
170 v. Chr. |
► |
►►
Staatsoberhäupter

## Geboren
- Wang Zhi, chinesische Kaiserin († 126 v. Chr.)
- um 173 v. Chr.: Antiochos V., König des Seleukidenreiches († 162 v. Chr.)